# Шато-Гайар (замок)
Шато́-Гайа́р (фр. Château Gaillard, «Весёлый замок») — во Франции средневековая крепость в Нормандии, в Лез-Андели (департамент Эр), в 95 км от Парижа и 40 км от Руана. Замок (ныне в руинах) высится над долиной реки Сены, на возвышении из известняковых отложений, высотой 90 метров.
Построен английским королём Ричардом Львиное Сердце в 1196—1198 гг. После длительной осады в 1204 году его захватил французский король Филипп II. В середине XIV века замок был резиденцией шотландского короля, находившегося в изгнании, Давида II. Во время Столетней войны Шато-Гайар попеременно переходил то к англичанам, то к французам. С 1449 года находится во владении Франции. В 1599 году Генрих IV отдал распоряжение о сносе Шато-Гайара. 
Развалины замка охраняются государством как исторический памятник с 1862 года. Внутренний двор замка открыт для посещений с марта по ноябрь, внешний — круглый год. 

## История

### Строительство Шато-Гайара

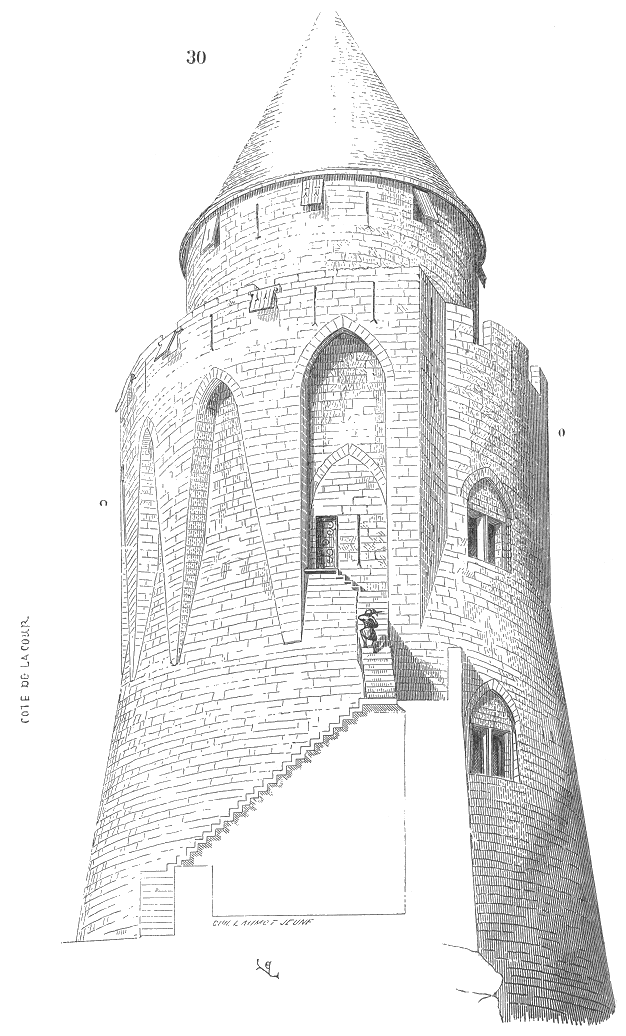
Донжон Шато-Гайар: видны вход и арочные машикули. Реконструкция Виолле-ле-Дюка

Строительство замка началось в 1196 году. Ричард Львиное Сердце, английский король и герцог Нормандии, нуждался в новой цитадели взамен замка Жизор, который отошёл королю Филиппу-Августу по условиям Иссуденского мира (1195). Его целью была защита Нормандии от Филиппа II, новая крепость также должна была послужить базой, с которой Ричард намеревался завоевать часть Вексена, находившуюся под контролем Франции. Ричард пытался получить земли под замок путём переговоров. Но Вальтер де Кутанс, архиепископ Руана, не пожелал продать их, так как это была одна из самых прибыльных епархий, — прочие сильно пострадали во время войны. Ричард захватил земли архиепископа. В ноябре 1196 года Вальтер де Кутанс отправился в Рим, чтобы добиться заступничества папы Целестина III. Со своей стороны Ричард также направил делегацию, представлявшую его интересы в Риме. Вальтер де Кутанс запретил в Нормандии исполнение всех церковных действий и треб. Роджер Ховеденский пишет о «непогребённых трупах, лежавших на улицах и площадях городов Нормандии». Распоряжение епископа было отменено в апреле 1197 года по указанию Целестина III после того, как Ричард подарил Вальтеру де Кутансу два поместья и порт Дьеп.
Замок был сооружён в необычайно короткие сроки. Уже через два года завершили основные работы. Одновременно у подножия замка был построен город Пти-Андели. В документах, относящихся к строительству замка, нет сведений о руководителе, главном архитекторе. Военный историк Аллен Браун предположил, что работами руководил сам Ричард, который часто бывал в Шато-Гайаре.
По приблизительным оценкам строительство Шато-Гайара обошлось английской казне в 15—20 тыс. фунтов — больше, чем сооружение замков в Англии (7 тыс. фунтов).
В последние годы жизни Ричарда Шато-Гайар был его любимой резиденцией, в которой он проводил больше всего времени. Король гордился неприступностью замка и говорил, что его нельзя было бы захватить, даже «если бы его стены были из масла».

### Взятие Шато-Гайара

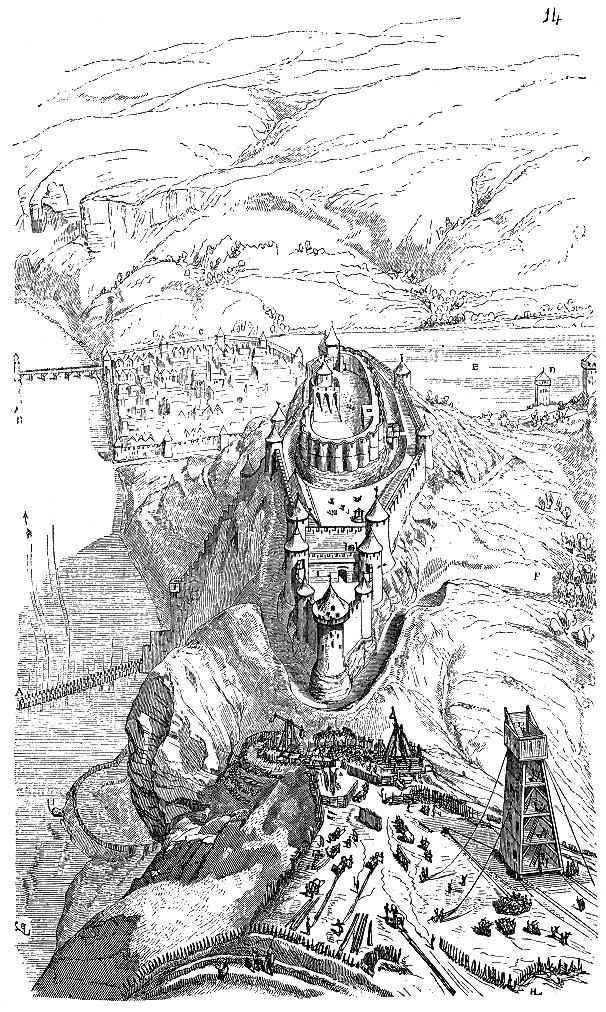
Осада замка

Через несколько лет после смерти Ричарда в результате длительной осады, продолжавшейся с сентября 1203 года по март 1204, Шато-Гайар был захвачен войсками Филиппа II. Новый король Англии, Иоанн Безземельный, ничем не помог осаждённому замку, и его взятие было лишь вопросом времени. Основным источником сведений об осаде Шато-Гайара служит поэма Philippidos Гийома Бретонского, капеллана Филиппа Августа, где, в отличие от боевых действий, уделялось мало внимания судьбе горожан Андели. Спасаясь от французских солдат, которые разорили город, местное население устремилось в Шато-Гайар, увеличив число запертых в нём в пять раз. При других обстоятельствах замок мог выдержать многомесячную осаду, но для того, чтобы прокормить горожан, провизии не хватало. Пытаясь исправить положение, комендант Роже де Лейси выпустил из Шато-Гайара 500 гражданских лиц. Эта группа была беспрепятственно пропущена французами. Несколько дней спустя ещё одна группа гражданских лиц вышла из крепости. Французские войска загнали людей обратно за крепостные стены, а комендант Шато-Гайара оставил их между укреплениями. Бо́льшая часть их погибла от голода и холода. В феврале 1204 года Филипп Август приказал выпустить оставшихся в живых. Французы, подорвав башню, получили доступ за первую линию укреплений замка, а через часовню проникли за вторую. Англичане отступили во внутренний двор крепости. Через некоторое время французы прорвались через ворота во внутренний бейли, и гарнизон Шато-Гайара, к тому времени понёсший большие потери, сдался 6 марта 1204 года. С падением Шато-Гайара было устранено главное препятствие в завоевании французами Нормандии.

### Под контролем Франции

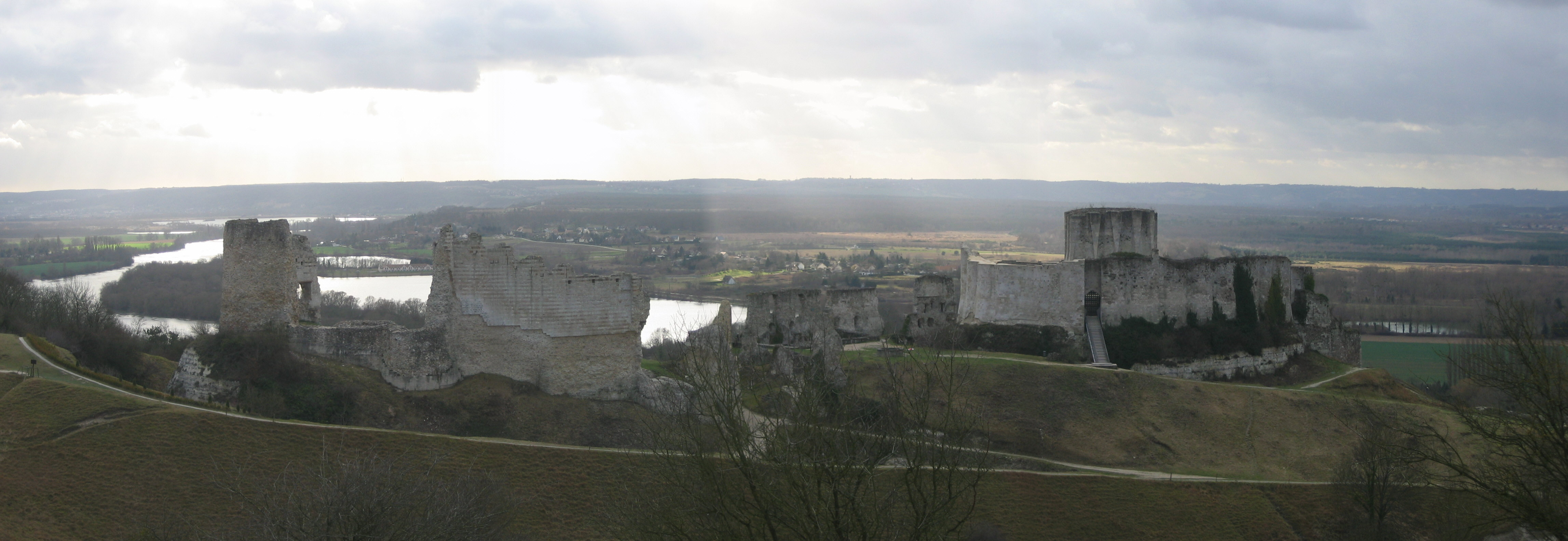
Панорамный вид на крепость

В 1314 году в Шато-Гайар были заточены Маргарита и Бланка Бургундские, две невестки короля Филиппа Красивого, осуждённые за прелюбодеяние.
После поражения в битве при Халидон Хилл (1333) и оккупации южной Шотландии Эдуардом III в ходе второй войны за независимость, шотландский король Давид II и его приближённые бежали во Францию. Давиду, в то время девятилетнему мальчику, вместе с невестой Джоанной Плантагенет и двором французский король Филипп VI предоставил убежище в Шато-Гайаре. Замок был его резиденцией до возвращения в Шотландию в 1341 году.
В 1357 году некоторое время в Шато-Гайаре содержался Карл Злой (внук Маргариты Бургундской), арестованный Иоанном Добрым за организацию убийства коннетабля Франции Карла де ла Серда.

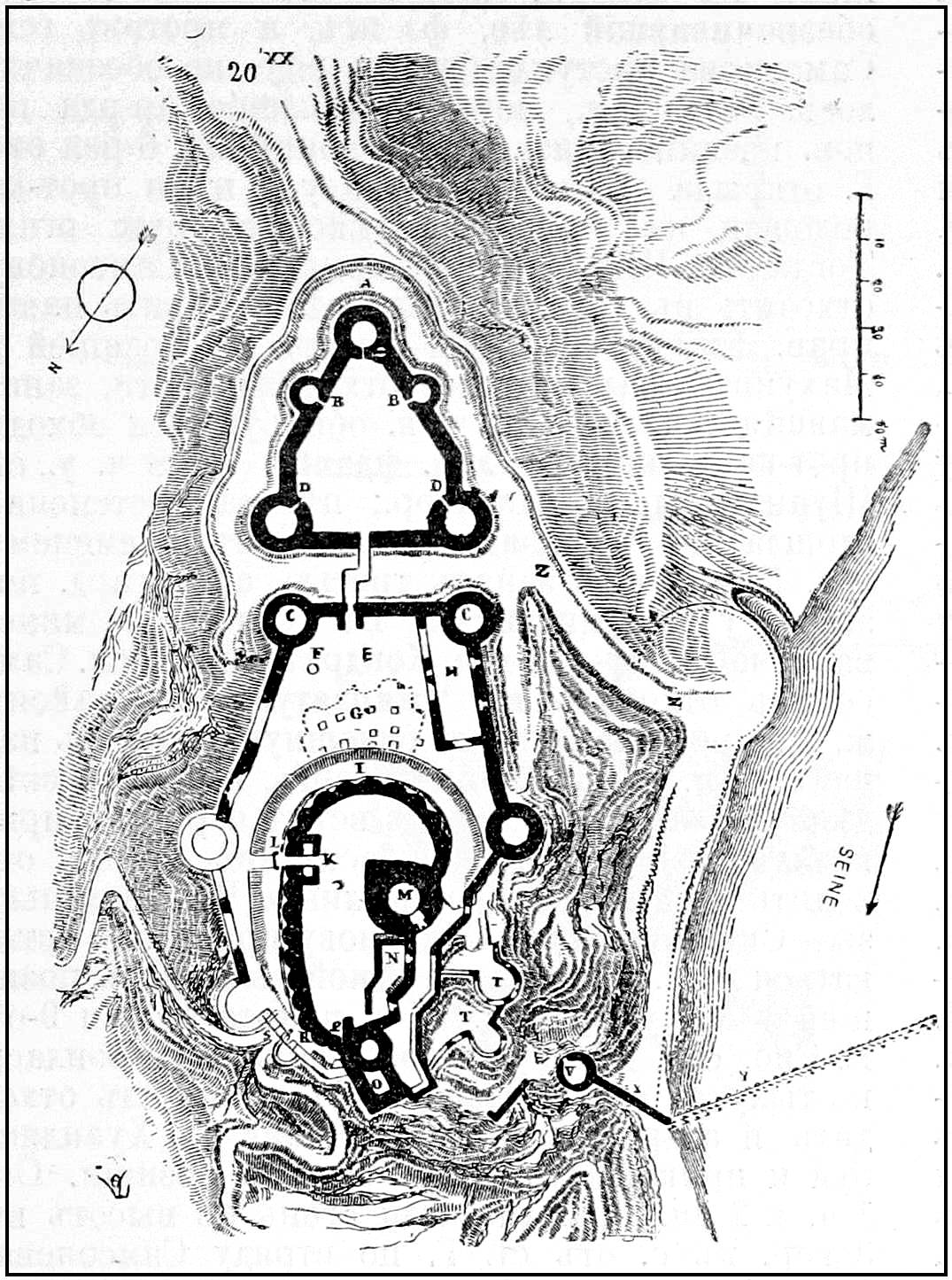
Шато-Гайар. В верхней части плана изображён внешний бейли, в нижней — внутренний.

### Столетняя война

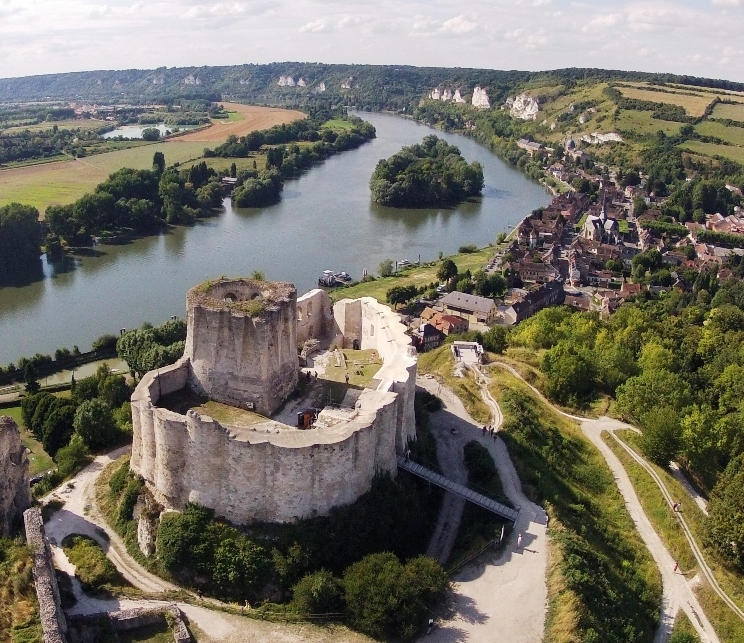
Хорошо сохранившаяся цитадель и донжон возвышаются над речной долиной

Во время Столетней войны замок попеременно захватывался англичанами и французами. В январе 1419 года, после капитуляции Руана, большинство городов и замков Нормандии сдались английскому королю Генриху V. Только пять замков региона ещё сопротивлялись англичанам: Шато-Гайар (до декабря 1419 года), Шато-де-Жизор, Шато-де-Ла-Рош-Гийон, Иври-ла-Батай и Мон-Сен-Мишель. После того как пали и эти крепости (кроме Мон-Сен-Мишель), Нормандия полностью перешла под контроль Генриха V. В 1430 году Этьен де Виньоль, известный как Ла Гир, отвоевал Шато-Гайар для французской короны. В ходе войны замок ещё раз переходил под контроль англичан, а в 1449 году был окончательно отвоёван французами.

### Новое время
К 1571 году частично разрушенный замок потерял своё значение как военное укрепление. В 1599 году по запросу Генеральных штатов король Генрих IV приказал разрушить Шато-Гайар. Камень от разборки было разрешено использовать ордену капуцинов для проведения строительных работ в монастыре. В 1611 году работы по разборке укреплений Шато-Гайара были прекращены. В 1862 году руины замка были объявлены историческим памятником. В 1962 году в Лез-Андели прошла Конференция по вкладу норманнов в средневековую военную архитектуру. Военный историк Аллен Браун, принявший в ней участие, отметил, что Шато-Гайар находится в удовлетворительном состоянии. В 1990-х годах на территории замка были проведены археологические раскопки. Археологи искали доказательства предположения Виолле-ле-Дюка о наличии северного входа в крепость, однако эта гипотеза не подтвердилась. В настоящее время внутренний бейли замка открыт для публики с марта по ноябрь, а внешние — круглый год.

## Особенности планировки Шато-Гайара
Шато-Гайар построен по принципу концентрического замка и имел три кольца стен, разделённых сухими рвами. Однако планировка укреплений Шато-Гайара не была строго концентрической: вторая и третья крепостные стены местами были объединены, подпирая друг друга. Доступ к замку был возможен лишь с южной стороны. Отсюда атакующие должны были преодолеть три рубежа обороны — внешний, средний и, наконец, внутренний двор, в котором располагался донжон. Как правило, архитектурные комплексы замков — результаты нескольких этапов строительства, неоднократно менявших их облик. Однако Шато-Гайар в основном сохранил первоначальную планировку и не подвергался перестройкам за исключением входной башни, которая была разрушена при осаде в 1204 году и восстановлена уже при Филиппе Августе. Шато-Гайар один из первых европейских замков с каменными машикулями — выступами в верхней части стен с проёмами, позволяющими оборонять пространство у их подошвы. Западная Европа познакомилась с машикулями в эпоху крестовых походов. До XIII века вместо каменных машикулей башни замков имели на вершине деревянные галереи, которые были уязвимы огню и недолговечны.